# Argiusta-Moriccio
Argiusta-Moriccio település Franciaországban, Corse-du-Sud megyében. Lakosainak száma 75 fő (2022. január 1.). Argiusta-Moriccio Olivese, Aullène, Forciolo, Moca-Croce és Zigliara községekkel határos.

## Népesség
A település népességének változása:
| Lakosok száma | 137  | 105  | 93   | 85   | 79   | 79   | 76   | 77   | 77   | 75   |
|               | 1968 | 1982 | 1990 | 2006 | 2011 | 2016 | 2017 | 2019 | 2020 | 2022 |